# Shirozua jonasi
Shirozua jonasi är en fjärilsart som beskrevs av Oliver Erichson Janson 1877. Shirozua jonasi ingår i släktet Shirozua och familjen juvelvingar. Inga underarter finns listade i Catalogue of Life.